# Amazon Fire TV

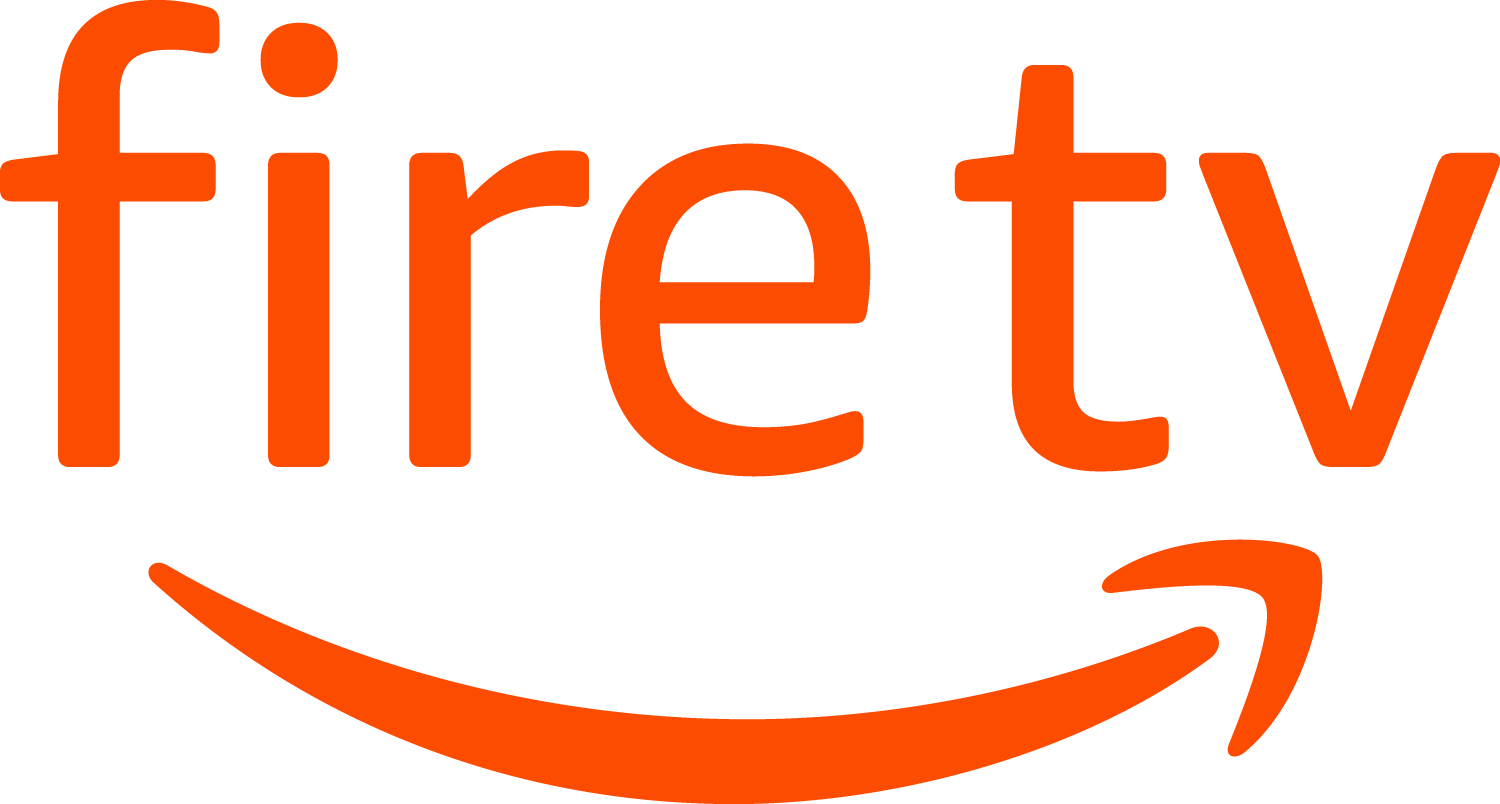
Logo

Mit Amazon Fire TV (kurz: Fire TV) werden Streaming-Media-Adapter bzw. Set-Top-Boxen von Amazon bezeichnet. Die Adapter streamen digitale Multimedia-Inhalte; vor allem Fernsehserien und Filme, aber auch Audio- (Musik, Hörbücher, Hörspiele) und Bilddateien. Die Geräte beziehen die Daten über das Internet, um sie zur Darstellung auf einem Fernsehgerät aufzubereiten.
Die Geräte machen Amazons Streaming-Angebot Prime Video auf Fernsehern verfügbar, die nicht herstellerseitig mit Prime Video ausgestattet sind – also überwiegend auf älteren Fernsehern. Über Apps lassen sich auch Angebote von Amazons Mitbewerbern wie z. B. Netflix und Disney+ verfügbar machen.
Mit Fire TV Stick wird der HDMI-Stick bezeichnet; der Fire TV hat ein größeres, rechteckiges Gehäuse mit einem HDMI-Kabel und eine (bis November 2018) erweiterte Funktionalität.
Im September 2015, wenige Monate nach Markteinführung in Deutschland, gab Amazon Deutschland bekannt, der Fire TV Stick sei über alle Kategorien hinweg das meistverkaufte Produkt auf amazon.de. Ende 2017 hieß es, der Fire TV Stick sei das populärste Streaminggerät in den USA, Großbritannien, Deutschland und Japan. Mit Stand 10. Januar 2019 werden die Geräte nach Angaben von Amazon von knapp 30 Millionen aktiven Nutzern verwendet.

## Überblick
Amazon lässt die Geräte entwickeln und produzieren, der Vertrieb erfolgt über die internationalen Onlineshops Amazons. In Deutschland werden die Geräte auch über Elektronik-Fachmarktketten stationär und online vertrieben.
Die Adapter werden an den HDMI-Eingang des HDTV-Fernsehgeräts angeschlossen. Die Stromversorgung erfolgt über einen Micro-USB-Anschluss und ein mitgeliefertes USB-Steckernetzteil. Die Geräte werden über WLAN mit dem Internet verbunden. Die Bedienung der Menüs erfolgt entweder über die mitgelieferte Fernbedienung oder alternativ über eine Smartphone-App. Um die Geräte nutzen zu können, ist ein Amazon-Konto notwendig, über das auf die Video-, Musik- und Foto-Dienste von Amazon zugegriffen werden kann. Der Abruf von Video-Inhalten erfolgt über den Video-on-Demand-Dienst Prime Video. Spiele und andere Apps können über den Amazon Appstore installiert werden, worüber auch auf andere Dienste wie zum Beispiel YouTube oder Netflix zugegriffen werden kann. Amazon integriert somit Angebote konkurrierender Streamingdienst-Anbieter.
Teile des Amazon-Angebots sind über Apps zugänglich, z. B. Musik und Fotos. Als Betriebssystem kommt Amazons Fire OS zum Einsatz, das auf Android von Google basiert.

## Geschichte
Die erste Generation des Fire TV erschien im April 2014 in den Vereinigten Staaten, ein halbes Jahr vor der ersten Generation des Sticks. In Deutschland begann der Vertrieb im September 2014.
Der erste Stick wurde im November 2014 in den Vereinigten Staaten auf den Markt gebracht. In Deutschland und Österreich ist der Stick seit April 2015 erhältlich. Eine verbesserte 2. Generation des Fire TV Stick mit Alexa-Sprachfernbedienung wird seit Oktober 2016 vermarktet.
 Seit November 2017 ist der Fire TV Stick Basic Edition verfügbar. Das Modell wird für internationale Märkte außerhalb der Vereinigten Staaten angeboten – also Märkte, auf denen das Gerät vormals noch nicht verfügbar war, wie z. B. Kanada, Frankreich, Italien und Spanien.
 Seit dem 14. November 2018 ist bei Amazon Deutschland der Fire TV Stick 4K verfügbar. Er ist in der Lage, 4K Ultra-HD-Inhalte mit 60 Vollbildern pro Sekunde, High Dynamic Range (HDR10, HDR10+, Dolby Vision) und Dolby-Atmos-3D-Sound wiederzugeben. Im Lieferumfang ist eine neue Alexa-Sprachfernbedienung enthalten, die erstmals mit An/Aus-, Lautstärke- und Stummschalten-Tasten ausgestattet ist.
 Am 7. Oktober 2021 kam das Nachfolgemodell Fire TV Stick 4K Max auf den Markt. Im Gegensatz zum Vorgänger wurde leistungsfähigere Hardware verbaut. Unter anderem ein neuer Prozessor, der nun mit 4 × 1,8 GHz taktet. Des Weiteren wurde der Arbeitsspeicher auf 2 GB erhöht und ein neuer Grafikchip verbaut. Auch der neue WLAN-Standard Wi-Fi 6 (802.11 ax) wird nun unterstützt. Zusätzlich wird der Fire TV Stick 4K Max mit einer neuen Generation der Sprachfernbedienung geliefert. Diese hat nun 4 Schnellwahltasten für Prime Video, Amazon Music, Disney+ und Netflix sowie eine zusätzliche Taste für Live-TV.
Im Oktober 2024 erwirkte Nokia in Deutschland ein Verkaufsstopp der Fire-TV-Stick-Modelle „4K“ und „4K Max“. Vorausgegangen war ein Patentrechtsstreit, in dem das Landgericht München I am 20. September urteilte, dass Amazon ein Nokia-Patent für das Videokompressionsverfahren HEVC ohne Genehmigung und Zahlung von Lizenzgebühren auf den 4K- und 4K-Max-Geräten einsetzt.

## Fire TV Stick

### Modellübersicht
| Modell                                      | Modell                                      | Modell                                      | 1. Generation | 2. Generation | Basic Edition | Fire TV Stick 4K                                                                 | Fire TV Stick Lite – 1. Generation                                                                                          | 3. Generation (Fire TV Stick HD) | Fire TV Stick 4K Max                                                                 | Fire TV Stick 4K – 2. Generation | Fire TV Stick 4K Max – 2. Generation |
| ------------------------------------------- | ------------------------------------------- | ------------------------------------------- | --- | --- | --- | -------------------------------------------------------------------------------- | --- | --- | ------------------------------------------------------------------------------------ | --- | --- |
| Veröffentlichung                            | Veröffentlichung                            | Veröffentlichung                            | 19. November 2014 11. April 2015 15. April 2015                                                                                                  | 20. Oktober 2016 | 7. November 2017 | 14. November 2018                                                                | 30. September 2020 | 30. September 2020 | 7. Oktober 2021                                                                      | 18. Oktober 2023 | 18. Oktober 2023 |
| Einführungspreis                            | Einführungspreis                            | Einführungspreis                            | 39,99 € | 39,99 € | 39,99 € | 59,99 €                                                                          | 29,99 € | 39,99 € | 64,99 €                                                                              | 69,99€ | 79,99€ |
| Aktuell im Vertrieb                         | Aktuell im Vertrieb                         | Aktuell im Vertrieb                         | Nein | Nein | Nein | Nein                                                                             | Ja | Ja | Nein                                                                                 | Ja | Ja |
| Bildauflösungen und Bildwiederholfrequenzen | Bildauflösungen und Bildwiederholfrequenzen | Bildauflösungen und Bildwiederholfrequenzen | 1920 × 1080 (1080p) – 60 Hz 1280 × 720 (720p) – 60 Hz                                                                                            | 1920 × 1080 (1080p) – 60 Hz 1280 × 720 (720p) – 60 Hz                                                                                            | 1920 × 1080 (1080p) – 60 Hz 1280 × 720 (720p) – 60 Hz                                                                                            | wie Generationen zuvor, zusätzlich: 3840 × 2160 (2160p/4K) – 60 Hz               | 1920 × 1080 (1080p) – 60 Hz                                                                                                 | 1920 × 1080 (1080p) – 60 Hz | wie Stick 4K                                                                         | wie Stick 4K | wie Stick 4K |
| Videocodecs                                 | Videocodecs                                 | Videocodecs                                 | H.264, H.263, MPEG-4 | wie 1. Generation, zusätzlich H.265 | wie 1. Generation, zusätzlich H.265 | Dolby Vision, HDR 10, HDR10+, HLG, H.265, H.264, VP9                             | HDR 10, HDR10+, HLG, H.265, H.264, H.263, VP8, VP9, MPEG-2, MPEG-4                                                          | HDR 10, HDR10+, HLG, H.265, H.264, H.263, VP8, VP9, MPEG-2, MPEG-4 | Dolby Vision, HDR 10, HDR10+, HLG, H.265, H.264, VP9, AV1                            | Dolby Vision, HDR 10, HDR10+, HLG, H.265, H.264, VP9, AV1 | Dolby Vision, HDR 10, HDR10+, HLG, H.265, H.264, VP9, AV1 |
| Audio-Formate                               | Audio-Formate                               | Audio-Formate                               | Dolby Digital (AC-3), Dolby Digital Plus (E-AC-3), AAC-LC, HE-AAC (AAC+ v1), HE-AACv2 (eAAC+), FLAC, MIDI, MP3, PCM/WAVE, Vorbis, AMR-NB, AMR-WB | Dolby Digital (AC-3), Dolby Digital Plus (E-AC-3), AAC-LC, HE-AAC (AAC+ v1), HE-AACv2 (eAAC+), FLAC, MIDI, MP3, PCM/WAVE, Vorbis, AMR-NB, AMR-WB | Dolby Digital (AC-3), Dolby Digital Plus (E-AC-3), AAC-LC, HE-AAC (AAC+ v1), HE-AACv2 (eAAC+), FLAC, MIDI, MP3, PCM/WAVE, Vorbis, AMR-NB, AMR-WB | AAC-LC, AC3, eAC3 (Dolby Digital Plus), FLAC, MP3, PCM/Wave, Vorbis, Dolby Atmos | HDMI Audio passthrough for Dolby Digital, Dolby Digital+, Dolby Atmos, DTS, FLAC, MIDI, MP3, Vorbis, PCM/Wave, AMR-NB, Opus | Dolby Atmos (EC3_JOC), AC3 (Dolby Digital), eAC3 (Dolby Digital Plus), AAC-LC, HE-AACv1 (AAC+), HE-AACv2 (enhanced AAC+), FLAC, MIDI, MP3, Vorbis, PCM/Wave, AMR-NB, Opus | wie Stick 4K                                                                         | xHE-AAC, AAC-LC, AAC+, eAAC+, AAC-ELD, MP3, AMR-NB, FLAC, PCM/WAV, Vorbis, Dolby AC3, eAC3 (Dolby Digital Plus), Dolby Atmos (EC3_JOC), Dolby AC4, Dolby MAT, Dolby TrueHD Passthrough, MPEG-H Passthrough, DTS HD Passthrough | xHE-AAC, AAC-LC, AAC+, eAAC+, AAC-ELD, MP3, AMR-NB, FLAC, PCM/WAV, Vorbis, Dolby AC3, eAC3 (Dolby Digital Plus), Dolby Atmos (EC3_JOC), Dolby AC4, Dolby MAT, Dolby TrueHD Passthrough, MPEG-H Passthrough, DTS HD Passthrough |
| Bild-Formate                                | Bild-Formate                                | Bild-Formate                                | JPEG, PNG, GIF, BMP | JPEG, PNG, GIF, BMP | JPEG, PNG, GIF, BMP | JPEG, PNG, GIF, BMP                                                              | JPEG, PNG, GIF, BMP | JPEG, PNG, GIF, BMP | JPEG, PNG, GIF, BMP                                                                  | JPEG, PNG, GIF, BMP | JPEG, PNG, GIF, BMP |
| Betriebssystem                              | Betriebssystem                              | Betriebssystem                              | Fire OS 5 | Fire OS 5 | Fire OS 5 | Fire OS 6                                                                        | Fire OS 7 | Fire OS 7 | Fire OS 7                                                                            | Fire OS 8 | Fire OS 8 |
| Systemversion                               | Systemversion                               | Systemversion                               | 5.2.9.5 | 5.2.9.5 | 5.2.8.0 | 6.2.9.8                                                                          | 7.6.5.2 | 7.6.5.2 | 7.6.5.2                                                                              | 8.1.4.5 | 8.1.4.5 |
| Prozessor                                   | Prozessor                                   | Hersteller                                  | Broadcom | MediaTek | MediaTek | MediaTek                                                                         | MediaTek | MediaTek | MediaTek                                                                             | MediaTek | MediaTek |
| Prozessor                                   | Prozessor                                   | Typ                                         | BCM28155 | MT8127D | MT8127D | MT8695-Hauptprozessor + MT7668-Konnektivitätsprozessor                           | MT8695D | MT8695D | MT8696-Hauptprozessor + MT7921LS-Konnektivitätsprozessor                             | MT8696D | MT8696T |
| Prozessor                                   | Prozessor                                   | Kerne                                       | 2 × ARM Cortex-A9 mit 1,0 GHz | 4 × ARM Cortex-A7 mit 1,3 GHz | 4 × ARM Cortex-A7 mit 1,3 GHz | 4 × ARM Cortex-A53 mit 1,7 GHz                                                   | 4 × ARM Cortex-A53 mit 1,7 GHz                                                                                              | 4 × ARM Cortex-A53 mit 1,7 GHz | 4 × ARM Cortex-A53 mit 1,8 GHz                                                       | 4 × ARM Cortex-A55 mit 1,7 GHz | 4 × ARM Cortex-A55 mit 2,0 GHz |
| Prozessor                                   | Prozessor                                   | Architektur                                 | 32 Bit | 32 Bit | 32 Bit | 32 Bit                                                                           | 32 Bit | 32 Bit | 32 Bit                                                                               | 32 Bit | 32 Bit |
| Grafikprozessor                             | Grafikprozessor                             | Design                                      | Broadcom | ARM | ARM | ImgTec                                                                           | ImgTec | ImgTec | ImgTec                                                                               | ImgTec | ImgTec |
| Grafikprozessor                             | Grafikprozessor                             | Typ                                         | VideoCore IV | Mali | Mali | PowerVR                                                                          | PowerVR | PowerVR | PowerVR                                                                              | PowerVR | PowerVR |
| Grafikprozessor                             | Grafikprozessor                             | Modell                                      | Capri VC4 | 450 MP4 | 450 MP4 | GE8300                                                                           | GE8300 | GE8300 | GE9215                                                                               | GE9215 | GE9215 |
| Grafikprozessor                             | Grafikprozessor                             | OpenGL ES                                   | 2.0 | 2.0 | 2.0 | 3.2                                                                              | 3.2 | 3.2 | 3.2                                                                                  | 3.2 | 3.2 |
| Arbeitsspeicher                             | Arbeitsspeicher                             | Arbeitsspeicher                             | 1 GB | 1 GB | 1 GB | 1,5 GB                                                                           | 1 GB | 1 GB | 2 GB                                                                                 | 2 GB | 2 GB |
| Interner Speicher                           | Interner Speicher                           | Interner Speicher                           | 8 GB | 8 GB | 8 GB | 8 GB                                                                             | 8 GB | 8 GB | 8 GB                                                                                 | 8 GB | 16 GB |
| Externer Speicher                           | Externer Speicher                           | Externer Speicher                           | nicht verfügbar | nicht verfügbar | nicht verfügbar | nicht verfügbar                                                                  | nicht verfügbar | nicht verfügbar | nicht verfügbar                                                                      | nicht verfügbar | nicht verfügbar |
| Anschlüsse                                  | Anschlüsse                                  | Anschlüsse                                  | HDMI (CEC-Unterstützung), USB zur Stromversorgung                                                                                                | HDMI (CEC-Unterstützung), USB zur Stromversorgung                                                                                                | HDMI (CEC-Unterstützung), USB zur Stromversorgung                                                                                                | HDMI (CEC-Unterstützung), USB zur Stromversorgung                                | HDMI (CEC-Unterstützung), USB zur Stromversorgung                                                                           | HDMI (CEC-Unterstützung), USB zur Stromversorgung | HDMI (CEC-Unterstützung), USB zur Stromversorgung                                    | HDMI (CEC-Unterstützung), USB zur Stromversorgung | HDMI (CEC-Unterstützung), USB zur Stromversorgung |
| Netzwerk                                    | Bluetooth                                   | Bluetooth                                   | Bluetooth 3.0 | Bluetooth 4.1 | Bluetooth 4.1 | Bluetooth 5.0                                                                    | Bluetooth 5.0 | Bluetooth 5.0 | Bluetooth 5.0 LE                                                                     | Bluetooth 5.2 + BLE | Bluetooth 5.2 + BLE |
| Netzwerk                                    | LAN                                         | LAN                                         | nicht verfügbar | über Adapter | über Adapter | über Adapter                                                                     | über Adapter | über Adapter | über Adapter                                                                         | über Adapter | über Adapter |
| Netzwerk                                    | WLAN                                        | WLAN                                        | 2,4 und 5 GHz Dualband 802.11 b/g/n, 2 × 2 MIMO (1)                                                                                              | 2,4 und 5 GHz Dualband 802.11 a/b/g/n/ac, 2 × 2 MIMO (1)                                                                                         | 2,4 und 5 GHz Dualband 802.11 a/b/g/n/ac, 2 × 2 MIMO (1)                                                                                         | 2,4 und 5 GHz Dualband 802.11 ac, 2x2 dual-band with MU-MIMO                     | 802.11 a/b/g/n/ac; 2x2 MIMO (2,4 GHz und 5,0 GHz dual band)                                                                 | 802.11 a/b/g/n/ac; 2x2 MIMO (2,4 GHz und 5,0 GHz dual band) | 2,4 und 5 GHz Dualband 802.11 ax (Wifi 6), 2x2 dual-band with MU-MIMO                | 2,4 und 5 GHz Dualband 802.11 ax (Wifi 6), 2x2 dual-band with MU-MIMO | Wi-Fi 6E (Triband): 802.11a/b/g/n/ac/ax (2,4 GHz, 5 GHz und 6 GHz) |
| Stromversorgung                             | Stromversorgung                             | Stromversorgung                             | 5 V, 1 A, 5 W, Steckernetzteil an Micro-USB-Buchse                                                                                               | 5 V, 1 A, 5 W, Steckernetzteil an Micro-USB-Buchse                                                                                               | 5 V, 1 A, 5 W, Steckernetzteil an Micro-USB-Buchse                                                                                               | 5 V, 1 A, 5 W, Steckernetzteil an Micro-USB-Buchse                               | 5 V, 1 A, 5 W, Steckernetzteil an Micro-USB-Buchse                                                                          | 5 V, 1 A, 5 W, Steckernetzteil an Micro-USB-Buchse | 5 V, 1 A, 5 W, Steckernetzteil an Micro-USB-Buchse                                   | 5 V, 1 A, 5 W, Steckernetzteil an Micro-USB-Buchse | 5 V, 1 A, 5 W, Steckernetzteil an Micro-USB-Buchse |
| Abmessungen                                 | Abmessungen                                 | Abmessungen                                 | 74,9 mm × 25,0 mm × 11,5 mm | 85,9 mm × 30,0 mm × 12,6 mm | 85,9 mm × 30,0 mm × 12,6 mm | 99 mm × 30 mm × 14 mm                                                            | 86 mm × 30,0 mm × 12,6 mm                                                                                                   | 86 mm × 30,0 mm × 12,6 mm | 99 mm × 30 mm × 14 mm (Gehäuse) bzw. 108 mm × 30 mm × 14 mm (mit Verbindungsstecker) | 99 mm × 30 mm × 14 mm (Gehäuse) bzw. 108 mm × 30 mm × 14 mm (mit Verbindungsstecker) | 99 mm × 30 mm × 14 mm (Gehäuse) bzw. 108 mm × 30 mm × 14 mm (mit Verbindungsstecker) |
| Gewicht                                     | Gewicht                                     | Gewicht                                     | 25,1 g | 32 g | 32 g | 53,6 g                                                                           | 32 g | 32 g | 53,6 g                                                                               | 43,5 g | 43,5 g |
| Abbildung                                   | Abbildung                                   | Abbildung                                   | Fernbedienung & Stick der 1. Generation | Alte Fernbedienung & Stick der 2. Generation, | | Fernbedienung & Fire TV Stick 4K                                                 | | | Fernbedienung & Fire TV Stick 4K Max & Verlängerungskabel                            | | |
| Spezifikation                               | Spezifikation                               | Spezifikation                               | Fire TV Stick – 1st Gen (2014) | Fire TV Stick – 2nd Gen (2016–2019) | Fire TV Stick – Basic Edition (2017) | Fire TV Stick 4K – 1st Gen (2018)                                                | Fire TV Stick Lite – 1st Gen (2020)                                                                                         | Fire TV Stick – 3rd Gen (2020) | Fire TV Stick 4K Max – 1st Gen (2021)                                                | Fire TV Stick 4K – 2nd Gen (2023) – 8 GB | Fire TV Stick 4K Max – 2nd Gen (2023) – 16 GB |
| Modellnummer                                | Modellnummer                                | Modellnummer                                | W87CUN | LY73PR | LY73PR | E9L29Y                                                                           | S3L46N (2) | S3L46N (2) | K2R2TE                                                                               | M3N6RA | K3R6AT |

## Fire TV
Eine Gerätereihe mit erweiterter Funktionalität wurde als Amazon Fire TV vertrieben. Die Geräte der 1. und 2. Generation entsprachen im Gehäuseformat anderen gängigen Set-Top-Boxen, die dritte Generation ist ein kompakterer, quadratischer HDMI-Dongle, der lediglich einen Micro-USB-Anschluss zur Stromversorgung besitzt.
Die erste Generation der Box hatte neben einem HDMI-Ausgang einen optischen Audioausgang, mit Unterstützung von Dolby Digital Plus und 7.1-Mehrkanalton. Weitere Schnittstellen waren ein Ethernet-Anschluss und eine USB-2.0-Buchse. Diese Schnittstellen unterschieden die Box vom Stick, der keine derartigen Schnittstellen besitzt und dessen LAN- bzw. Internetverbindung standardmäßig per WLAN erfolgt.
Im September 2015 erschien die zweite Generation. Diese unterstützt im Vergleich zum Vorgänger zusätzlich die Videostandards H.265, VP8 und VP9. Als maximale Bildauflösung wurde mit diesem Gerät erstmals die Wiedergabe von Ultra High Definition Television im Format 4K ermöglicht, während das Vorgängermodell lediglich Full HD unterstützt.
Die dritte Generation des Fire TV erschien im Oktober 2017. Neuerungen waren die Unterstützung von HDR Video (Bild) und Dolby Atmos (Ton). Das Gehäuse wurde verkleinert, es entfielen Schnittstellen der vormaligen Generationen: Ethernet, Speicherkartensteckplatz und USB-Anschluss.

### Modellübersicht
| Modell                                      | Modell                                      | Modell                                      | 1. Generation | 2. Generation | 3. Generation                                                                        |
| ------------------------------------------- | ------------------------------------------- | ------------------------------------------- | --- | --- | ------------------------------------------------------------------------------------ |
| Veröffentlichung                            | Veröffentlichung                            | Veröffentlichung                            | 12. April 2014 | 29. September 2015 | 25. Oktober 2017                                                                     |
| Einführungspreis                            | Einführungspreis                            | Einführungspreis                            | 99 $ | 99,99 $ | 69,99 $ / 79,99 €                                                                    |
| Wird noch produziert                        | Wird noch produziert                        | Wird noch produziert                        | Nein | Nein | Nein                                                                                 |
| Bildauflösungen und Bildwiederholfrequenzen | Bildauflösungen und Bildwiederholfrequenzen | Bildauflösungen und Bildwiederholfrequenzen | 1920 × 1080 (1080p) – 60 Hz 1280 × 720 (720p) – 60 Hz                                                                                            | 3840 × 2160 (2160p/4K) – 30 Hz 1920 × 1080 (1080p) – 60 Hz 1280 × 720 (720p) – 60 Hz                                                             | 3840 × 2160 (2160p/4K) – 60 Hz 1920 × 1080 (1080p) – 60 Hz 1280 × 720 (720p) – 60 Hz |
| Videocodecs                                 | Videocodecs                                 | Videocodecs                                 | H.264, H.263, MPEG-4 | H.265 (eingeschränkt), H.264, H.263, MPEG-4, VP9, VP8                                                                                            | H.265, H.264, VP9                                                                    |
| Audio-Formate                               | Audio-Formate                               | Audio-Formate                               | Dolby Digital (AC-3), Dolby Digital Plus (E-AC-3), AAC-LC, HE-AAC (AAC+ v1), HE-AACv2 (eAAC+), FLAC, MIDI, MP3, PCM/WAVE, Vorbis, AMR-NB, AMR-WB | Dolby Digital (AC-3), Dolby Digital Plus (E-AC-3), AAC-LC, HE-AAC (AAC+ v1), HE-AACv2 (eAAC+), FLAC, MIDI, MP3, PCM/WAVE, Vorbis, AMR-NB, AMR-WB | Wie 1. & 2. Generation, zusätzlich Dolby Atmos (EC3_JOC)                             |
| Bild-Formate                                | Bild-Formate                                | Bild-Formate                                | JPEG, PNG, GIF, BMP | JPEG, PNG, GIF, BMP | JPEG, PNG, GIF, BMP                                                                  |
| Betriebssystem                              | Betriebssystem                              | Betriebssystem                              | Fire OS 5 | Fire OS 5 | Fire OS 6                                                                            |
| Systemversion                               | Systemversion                               | Systemversion                               | 5.2.7.4 | 5.2.9.5 | 6.2.9.8                                                                              |
| Prozessor                                   | Prozessor                                   | Hersteller                                  | Qualcomm | MediaTek | Amlogic                                                                              |
| Prozessor                                   | Prozessor                                   | Typ                                         | Snapdragon 600 | Vierkern-ARM big.LITTLE |                                                                                      |
| Prozessor                                   | Prozessor                                   | Modell                                      | APQ8064T | MT8173C | S905Z                                                                                |
| Prozessor                                   | Prozessor                                   | Kerne                                       | 4 × Krait 300 mit 1,7 GHz | 2 × ARM Cortex-A72 mit 2 GHz und 2 × ARM Cortex-A53 mit 1,573 GHz                                                                                | 4 × ARM Cortex-A53 mit 1,5 GHz                                                       |
| Prozessor                                   | Prozessor                                   | Architektur                                 | 32 Bit | 64 Bit | 64 Bit                                                                               |
| Grafikprozessor                             | Grafikprozessor                             | Design                                      | Qualcomm | Imagination Technologies | ARM                                                                                  |
| Grafikprozessor                             | Grafikprozessor                             | Typ                                         | Adreno | PowerVR | Mali                                                                                 |
| Grafikprozessor                             | Grafikprozessor                             | Modell                                      | 320 | GX6250 | 450 MP3                                                                              |
| Grafikprozessor                             | Grafikprozessor                             | OpenGL ES                                   | 3.0 | 3.0 | 2.0                                                                                  |
| Arbeitsspeicher                             | Arbeitsspeicher                             | Arbeitsspeicher                             | 2 GB | 2 GB | 2 GB                                                                                 |
| interner Speicher                           | interner Speicher                           | interner Speicher                           | 8 GB | 8 GB | 8 GB                                                                                 |
| externer Speicher                           | externer Speicher                           | externer Speicher                           | USB bis zu 128 GB | microSDXC bis zu 128 GB | nicht verfügbar                                                                      |
| weitere Anschlüsse                          | weitere Anschlüsse                          | weitere Anschlüsse                          | HDMI (CEC-Unterstützung), Stromversorgung, USB-2.0-Buchse                                                                                        | HDMI (CEC-Unterstützung), Stromversorgung, USB-2.0-Buchse                                                                                        |                                                                                      |
| Netzwerk                                    | Bluetooth                                   | Bluetooth                                   | Bluetooth 4.0 | Bluetooth 4.1 + LE | Bluetooth 4.2 + LE                                                                   |
| Netzwerk                                    | WLAN                                        | WLAN                                        | 2,4 und 5 GHz Dualband 802.11 b/g/n, 2 × 2 MIMO                                                                                                  | 2,4 und 5 GHz Dualband 802.11 a/b/g/n/ac, 2 × 2 MIMO                                                                                             | 2,4 und 5 GHz Dualband 802.11 a/b/g/n/ac, 2 × 2 MIMO                                 |
| Netzwerk                                    | Ethernet                                    | Ethernet                                    | Integriert | Integriert | Mit Adapter (separat erhältlich)                                                     |
| Stromversorgung                             | Stromversorgung                             | Stromversorgung                             | 6,25 V, 2,5 A, 16 W Stecker: 5,5 mm (außen), 2,5 mm (innen)                                                                                      | 15 V, 1,4 A, 21 W Stecker: 3 mm (außen), 1 mm (innen)                                                                                            | 5,2 V, 1,8 A, 9 W Steckernetzteil an Micro-USB-Buchse                                |
| Abmessungen                                 | Abmessungen                                 | Abmessungen                                 | 115 mm × 115 mm × 17,5 mm | 115 mm × 115 mm × 17,8 mm | 65 mm × 65 mm × 15 mm                                                                |
| Gewicht                                     | Gewicht                                     | Gewicht                                     | 281 g | 270 g | 87,1 g                                                                               |
| Abbildung                                   | Abbildung                                   | Abbildung                                   | 1. Generation mit Fernbedienung | |                                                                                      |
| Spezifikation                               | Spezifikation                               | Spezifikation                               | Fire TV – 1st Gen (2014) | Fire TV – 2nd Gen (2015) | Fire TV – 3rd Gen (2017)                                                             |

### Rezensionen
Der Wegfall von Schnittstellen der dritten Box-Generation wurde u. a. im IT-Branchen-Portal Golem.de kritisiert. Der Autor bezeichnete die dritte Generation im Vergleich zur vorherigen Generation als Paradigmenwechsel, da sich Amazon von einem mit vielen Anschlüssen ausgestatteten Streaming-Gerät verabschiede. Die Kritik wurde später bekräftigt: Es sei nun ein „Streaminggerät, das kaum einer braucht“ und ein „recht sonderbares Gerät“, da es sich kaum noch vom Fire TV Stick unterscheide.

## Fire TV Cube

### Modellübersicht
| Modell                                      | Modell                                      | Modell                                      | 1. Generation | 2. Generation | 3. Generation |
| ------------------------------------------- | ------------------------------------------- | ------------------------------------------- | --- | --- | --- |
| Veröffentlichung                            | Veröffentlichung                            | Veröffentlichung                            | 21. Juni 2018 | 10. Oktober 2019 | 27. Oktober 2022 |
| Einführungspreis                            | Einführungspreis                            | Einführungspreis                            | 199,99 $ | 119,99 € | 159,99 € |
| Wird noch produziert                        | Wird noch produziert                        | Wird noch produziert                        | Nein | Ja | Ja |
| Bildauflösungen und Bildwiederholfrequenzen | Bildauflösungen und Bildwiederholfrequenzen | Bildauflösungen und Bildwiederholfrequenzen | 3840 × 2160 (2160p/4K) – 60 Hz 1920 × 1080 (1080p) – 60 Hz 1280 × 720 (720p) – 60 Hz                                                                                      | 4K 2160p mit 60fps 10-bit | 2160p, 1080p und 720p bis zu 60fps 10-bit |
| Videocodecs                                 | Videocodecs                                 | Videocodecs                                 | H.265 (HEVC), H.264, VP9, MPEG-2 | Dolby Vision, HDR 10, HDR10+, H.265 (HEVC), H.264, H263, VP8, VP9, MPEG-2, MPEG-4 | Dolby Vision, HDR10, HDR10+, HLG, H.265, H.264, VP9, AV1                                                                                                 |
| Audio-Formate                               | Audio-Formate                               | Audio-Formate                               | Dolby Atmos (EC3_JOC), AC3 (Dolby Digital), eAC3 (Dolby Digital Plus), AAC-LC, HE-AACv1 (AAC+), HE-AACv2 (enhanced AAC+), FLAC, MIDI, MP3, Vorbis, PCM/Wave, AMR-NB, Opus | Dolby Atmos (EC3_JOC), AC3 (Dolby Digital), eAC3 (Dolby Digital Plus), AAC Profile (AAC LC), MPEG-4 HE AAC Profile (AAC+), MPEG-4 HE AACv2 Profile (enhanced AAC+), AAC ELD (enhanced low delay AAC), FLAC, MIDI, MP3, Vorbis, PCM/Wave, AMR-NB, Opus | AAC-LC, AC3, eAC3 (Dolby Digital Plus), FLAC, MP3, PCM/Wave, Vorbis, Dolby Atmos (EC3_JOC), Dolby MAT, DTS Passthrough, DTS-HD Passthrough (Basisprofil) |
| Bild-Formate                                | Bild-Formate                                | Bild-Formate                                | JPEG, PNG, GIF, BMP | JPEG, PNG, GIF, BMP | JPEG, PNG, GIF, BMP |
| Betriebssystem                              | Betriebssystem                              | Betriebssystem                              | Fire OS 6 | Fire OS 7 | Fire OS 7 |
| Systemversion                               | Systemversion                               | Systemversion                               | 6.2.9.0 | 7.6.1.4 | 7.6.1.3 |
| Prozessor                                   | Prozessor                                   | Hersteller                                  | Amlogic | Amlogic | Amlogic |
| Prozessor                                   | Prozessor                                   | Typ                                         | ARM Cortex-A53 | ARM Cortex-A73 | ARM Cortex-A73 |
| Prozessor                                   | Prozessor                                   | Modell                                      | S905Z | S922 | POP1-G |
| Prozessor                                   | Prozessor                                   | Kerne                                       | 4x ARM Cortex-A53 mit 1,5 GHz | 4x ARM Cortex-A73 mit 2,2 GHz und 2x ARM Cortex-A53 mit 1,9 GHz | 4x ARM Cortex-A73 mit 2,2 GHz und 4x ARM Cortex-A53 mit 2 GHz                                                                                            |
| Prozessor                                   | Prozessor                                   | Architektur                                 | 32-bit | 64-bit | 64-bit |
| Grafikprozessor                             | Grafikprozessor                             | Design                                      | ARM | ARM | ARM |
| Grafikprozessor                             | Grafikprozessor                             | Typ                                         | Mali | Mali | Mali |
| Grafikprozessor                             | Grafikprozessor                             | Modell                                      | 450 MP3 | G52 MP2 | G52 MP8 |
| Grafikprozessor                             | Grafikprozessor                             | OpenGL ES                                   | 2.0 | 3.2 | 3.2 |
| Arbeitsspeicher                             | Arbeitsspeicher                             | Arbeitsspeicher                             | 2 GB | 2 GB | 2 GB |
| interner Speicher                           | interner Speicher                           | interner Speicher                           | 16 GB | 16 GB | 16 GB |
| externer Speicher                           | externer Speicher                           | externer Speicher                           | Micro-USB | Micro-USB | USB-A |
| weitere Anschlüsse                          | weitere Anschlüsse                          | weitere Anschlüsse                          | HDMI (CEC-Unterstützung), Stromversorgung, Micro-USB | HDMI (CEC-Unterstützung), Stromversorgung, Micro-USB | HDMI-Eingang, HDMI-Ausgang, IR-Verlängerung, Stromanschluss, USB-A 2.0, Ethernetanschluss 10/100 Mbit/s                                                  |
| Netzwerk                                    | Bluetooth                                   | Bluetooth                                   | Bluetooth 4.2 | Bluetooth 5.0 + LE | Bluetooth 5.0 + LE |
| Netzwerk                                    | WLAN                                        | WLAN                                        | Dual-band 802.11 a/b/g/n/ac 2x2 MIMO | Dual-band 802.11 a/b/g/n/ac 2x2 MIMO | Dual-band 802.11 a/b/g/n/ac/ax 2x2 MIMO |
| Stromversorgung                             | Stromversorgung                             | Stromversorgung                             | | 12 V, 1,25 A, 15 W, DC | |
| Abmessungen                                 | Abmessungen                                 | Abmessungen                                 | 86,1 mm × 86,1 mm × 76,9 mm | 86,1 mm × 86,1 mm × 76,9 mm | 86 mm × 86 mm × 77 mm |
| Gewicht                                     | Gewicht                                     | Gewicht                                     | 465 g | 465 g | 513 g |
| Abbildung                                   |                                             |                                             | | | |
| Spezifikation                               | Spezifikation                               | Spezifikation                               | Fire TV Cube – 1st Gen (2018) | Fire TV Cube – 2nd Gen (2019) | Fire TV Cube – 3rd Gen (2022) |

## Spezielle Anwendungsfälle
- Die Einrichtung der Fire-TV-Geräte erfolgt über die mitgelieferte Bluetooth-Fernbedienung. Die zur Fernbedienung alternative Smartphone-App setzt eine aktive WLAN-Verbindung des Gerätes voraus, welche beim ersten Start nicht vorhanden ist.
- Falls das WLAN mehrere HDMI-fähige Fernsehgeräte im Haushalt des Benutzers erreicht, kann zum Beispiel das gerade angesehene Video auf einem anderen Fernsehgerät durch Umstecken des Adapters nahtlos weitergesehen werden.
- Zum Abspielen lokal gespeicherter Medien können alternative Mediaplayer installiert werden. Fire OS unterstützt dies nicht standardmäßig, es ist primär auf die Wiedergabe von Amazon-Inhalten und Videos aus dem Internet ausgelegt. Zum Zugriff auf Multimedia-Dateien im lokalen Netzwerk ist im Amazon Appstore Plex verfügbar. Die Plex zugrunde liegende, populäre Software Kodi ist per Sideloading[Anm. 1] installierbar. Das Betriebssystem Fire OS ist also offen für Sideloading.[27][Anm. 2]
- Durch die populäre Software Kodi ist es möglich, Live-TV auf dem Fire-TV abzuspielen. Hierzu kann auf TV-Pakete des Internetproviders zurückgegriffen werden, aber auch auf lokale TV-Server, wie beispielsweise TVHeadend.[28]
- Sollte der WLAN-Empfang eines Fire-TV-Gerätes durch Funkstörungen des Fernsehgeräts beeinträchtigt sein, kann die Verwendung einer HDMI-Verlängerung Abhilfe schaffen. Sie vergrößert den räumlichen Abstand zwischen Fernseher und Fire TV und kann so derartige Störungen reduzieren. Eine solche HDMI-Verlängerung gehörte zum Lieferumfang der Sticks der 1. und 2. Generation.
- Falls eine WLAN-Verbindung nicht möglich ist, können sowohl der Fire TV Stick als auch der Fire TV mit einem Ethernet-Adapter einen vorhandenen LAN-Anschluss nutzen.[29] Ein Ethernet-Adapter kann auch eine Lösung darstellen, wenn die WLAN-Verbindung Defizite bezüglich Stabilität und/oder Übertragungsgeschwindigkeit aufweist.